# Hungria nos Jogos Olímpicos de Verão de 1952
A Hungria competiu nos Jogos Olímpicos de Verão de 1952, realizados em Helsinque, Finlândia.